# ユソン (ピュイ＝ド＝ドーム県)
ユソン （Usson）は、フランス、オーヴェルニュ＝ローヌ＝アルプ地域圏、ピュイ＝ド＝ドーム県のコミューン。フランスの最も美しい村に登録されている。

## 地理
ユソンの村は、アリエ川を見下ろす、かつての火山の頂上にしがみつくようにしてある。

## 歴史
ユソン城は宰相リシュリューの命令で取り壊されたが、それより前の1585年から1605年まで、王妃マルグリット・ド・ヴァロワの幽閉場所となっていた。
15世紀に作成された図面によれば、ユソンの要塞は堂々とした恐るべきものだった。リシュリューが、中央政府に対する脅威だとユソン要塞をみなしたことが理解できる。城のモットーは『裏切り者と歯の守護』であった。言い換えれば、このような難攻不落の要塞は、裏切り者や飢餓よりも恐ろしい別の危険をはらんでいた。

## 人口統計
| 1962年 | 1968年 | 1975年 | 1982年 | 1990年 | 1999年 | 2006年 | 2012年 |
| ------ | ------ | ------ | ------ | ------ | ------ | ------ | ------ |
| 192    | 168    | 178    | 183    | 188    | 194    | 248    | 267    |

source=1999年までLdh/EHESS/Cassini、2004年以降INSEE

## 史跡
目を見張るような過去を持つユソンは、古い要塞の三重の囲い地の遺構だけでなく、15世紀から16世紀の住宅やロマネスク様式の教会を保存している。
ユソンの山は標高639mに達する。聖母マリア像は、飛行士の守護の目的で山の頂上に建てられた。山の上からはシェーヌ・デ・ピュイ、サンシー山、リヴラドワ＝フォルズ山地の景色を眺めることができる。山に登る途中では、柱状の玄武岩を見ることができる。

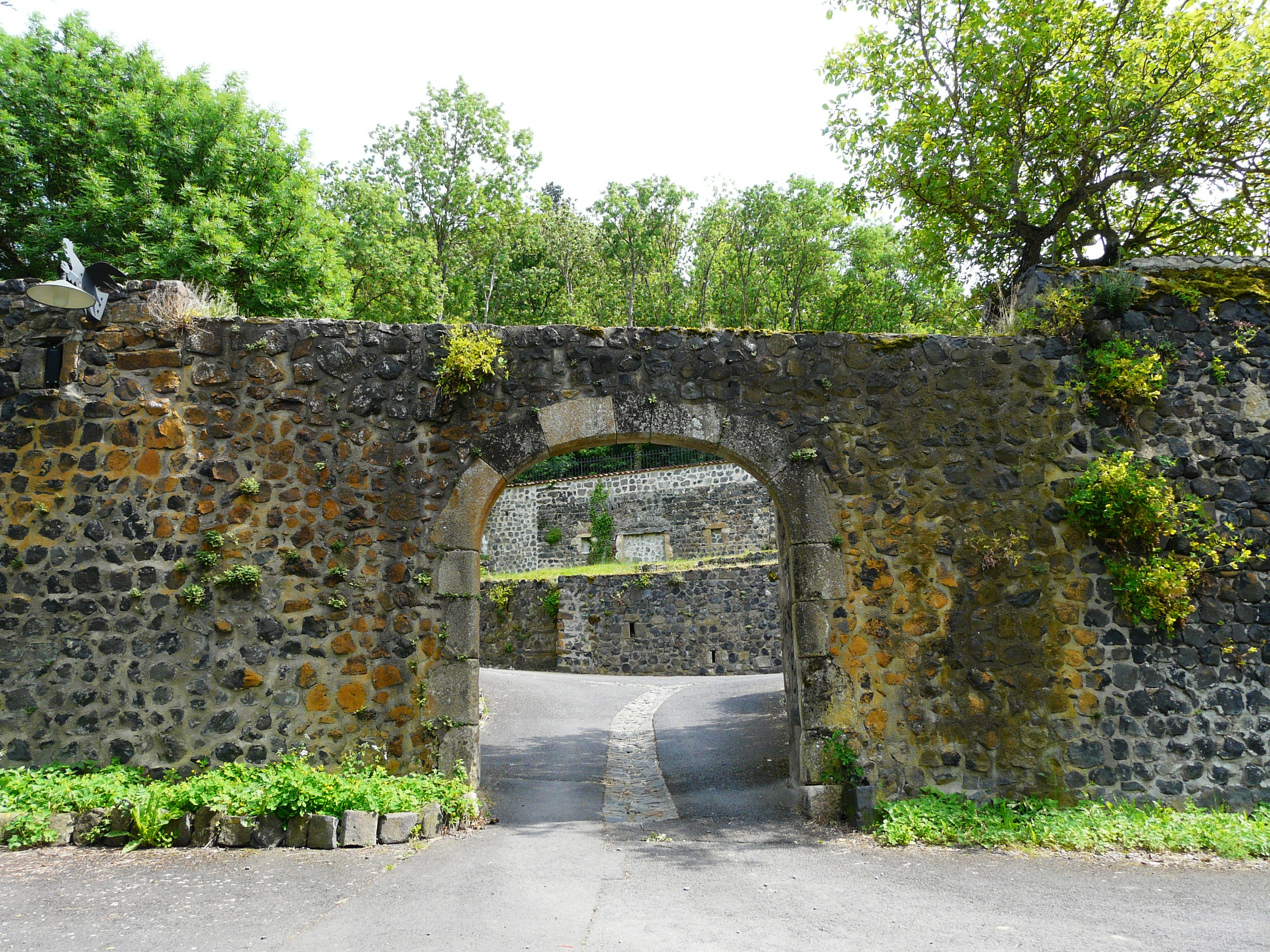
フランス門
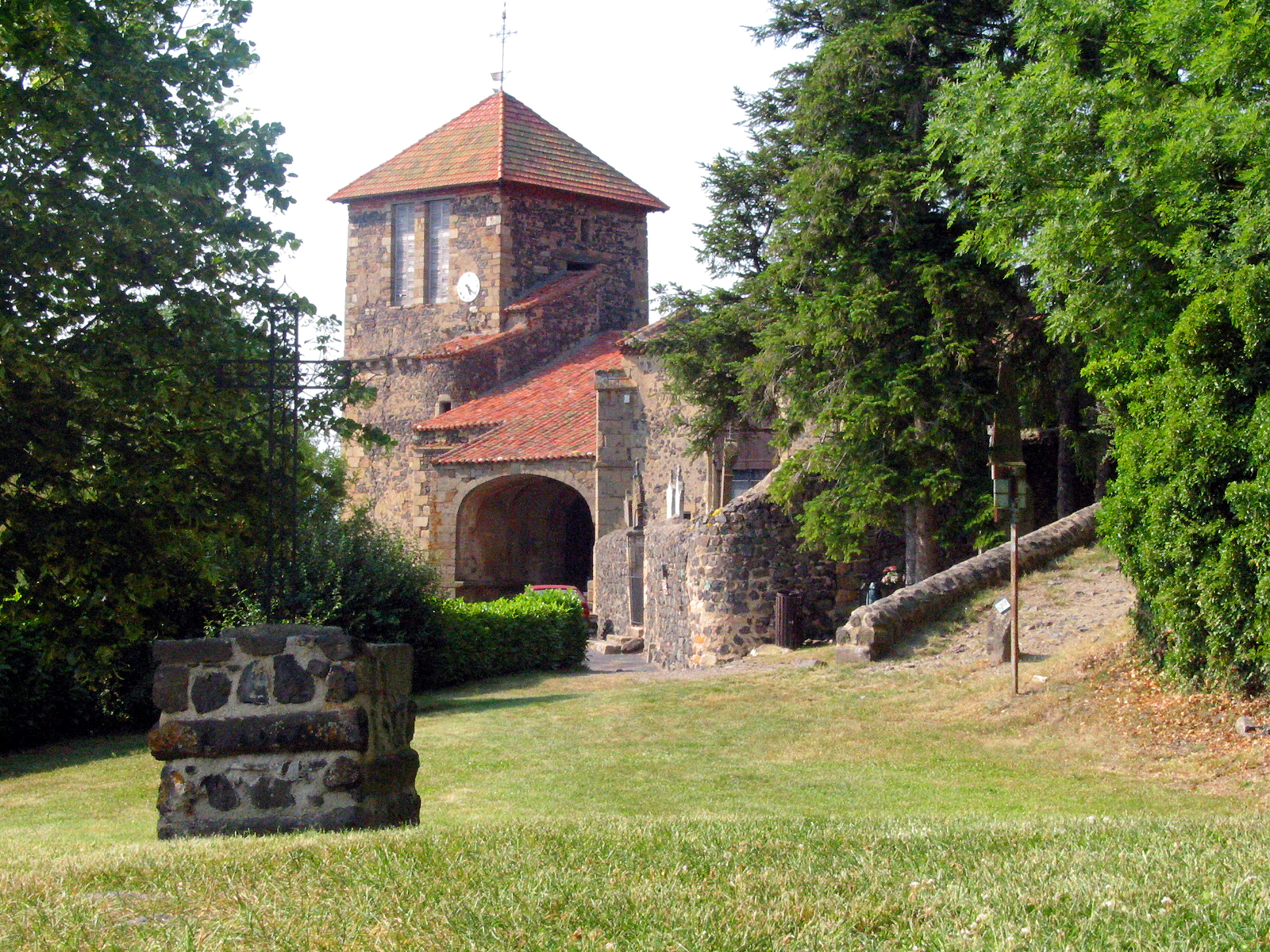
サン・モーリス教会
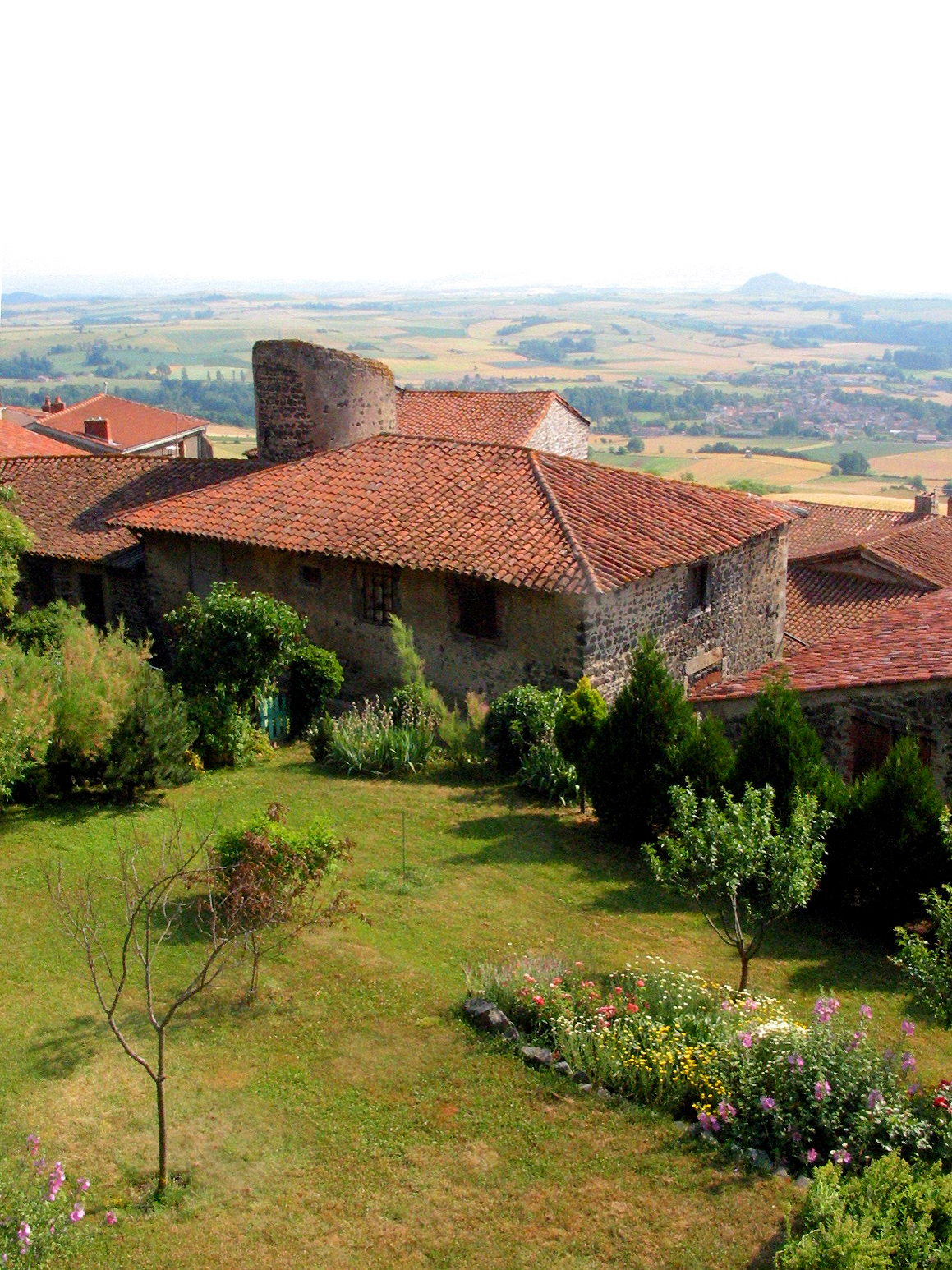
村から眺めた風景
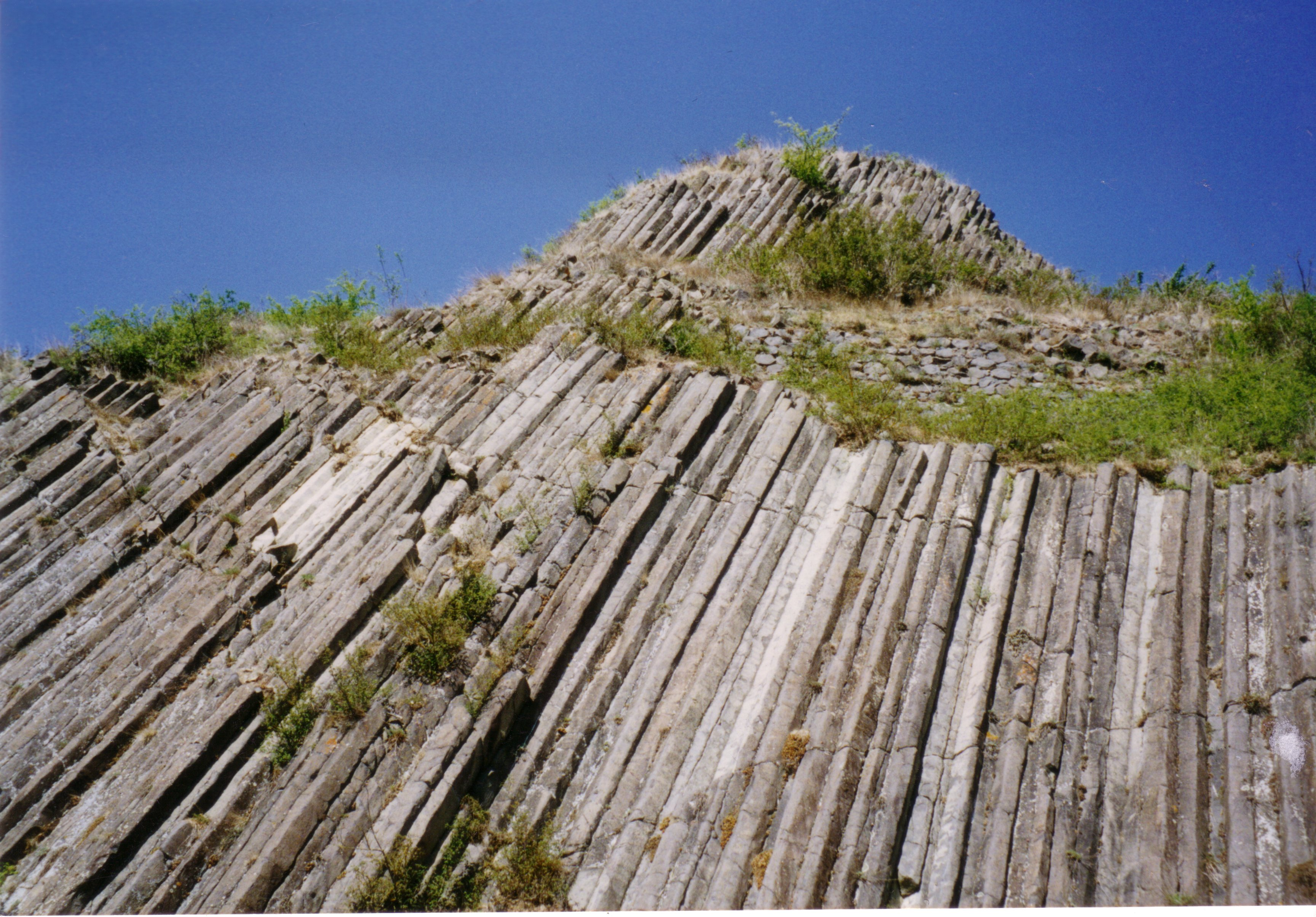
柱状玄武岩
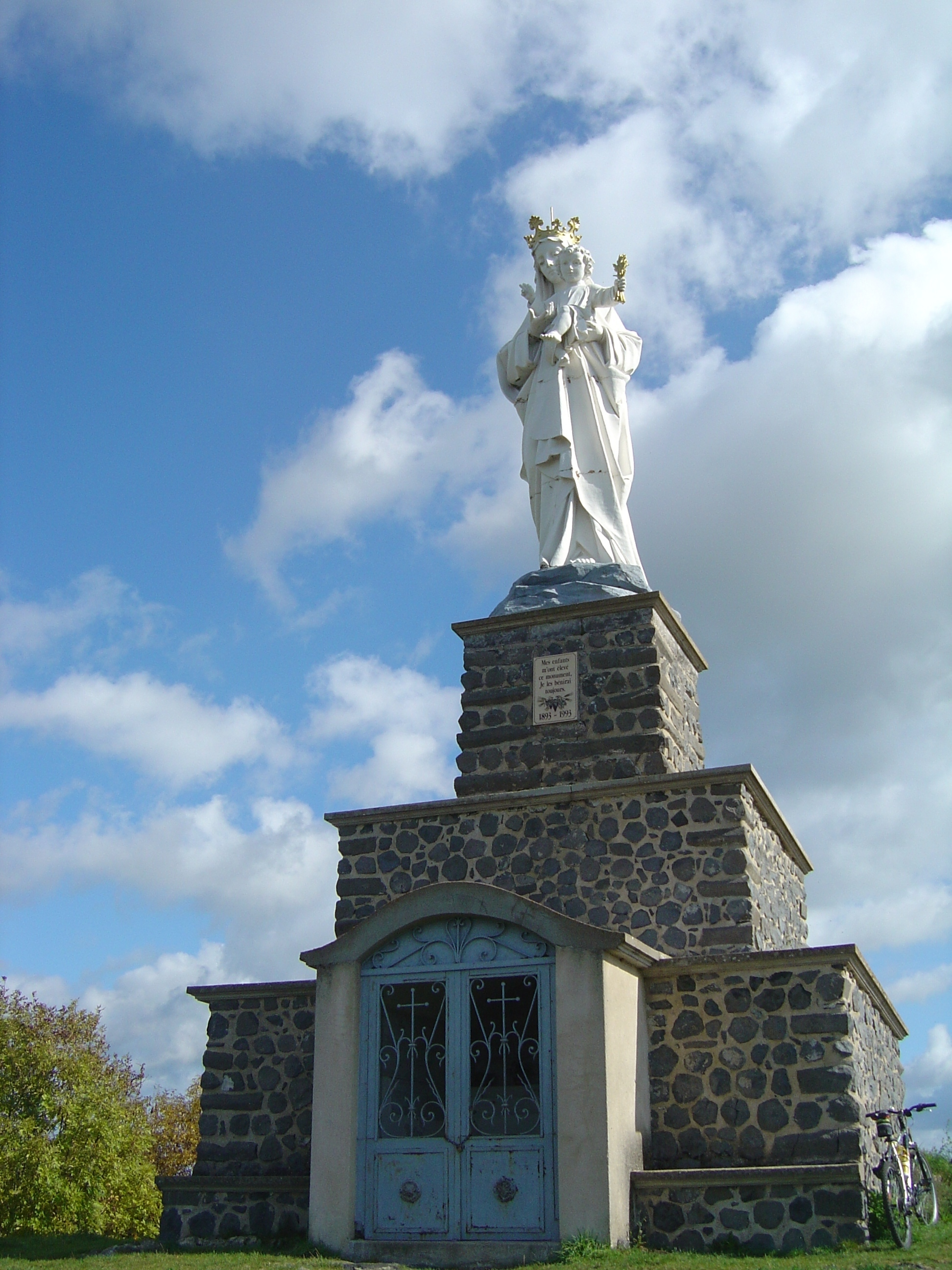
聖母像